# Rozay-en-Brie
Rozay-en-Brie is een gemeente in het Franse departement Seine-et-Marne (regio Île-de-France) en telt 2613 inwoners (1999). De plaats maakt deel uit van het arrondissement Provins.

## Geografie
De oppervlakte van Rozay-en-Brie bedraagt 3,2 km², de bevolkingsdichtheid is 816,6 inwoners per km².
De onderstaande kaart toont de ligging van Rozay-en-Brie met de belangrijkste infrastructuur en aangrenzende gemeenten.

## Demografie
Onderstaande figuur toont het verloop van het inwonertal (bron: INSEE-tellingen).